# Allan Runefelt

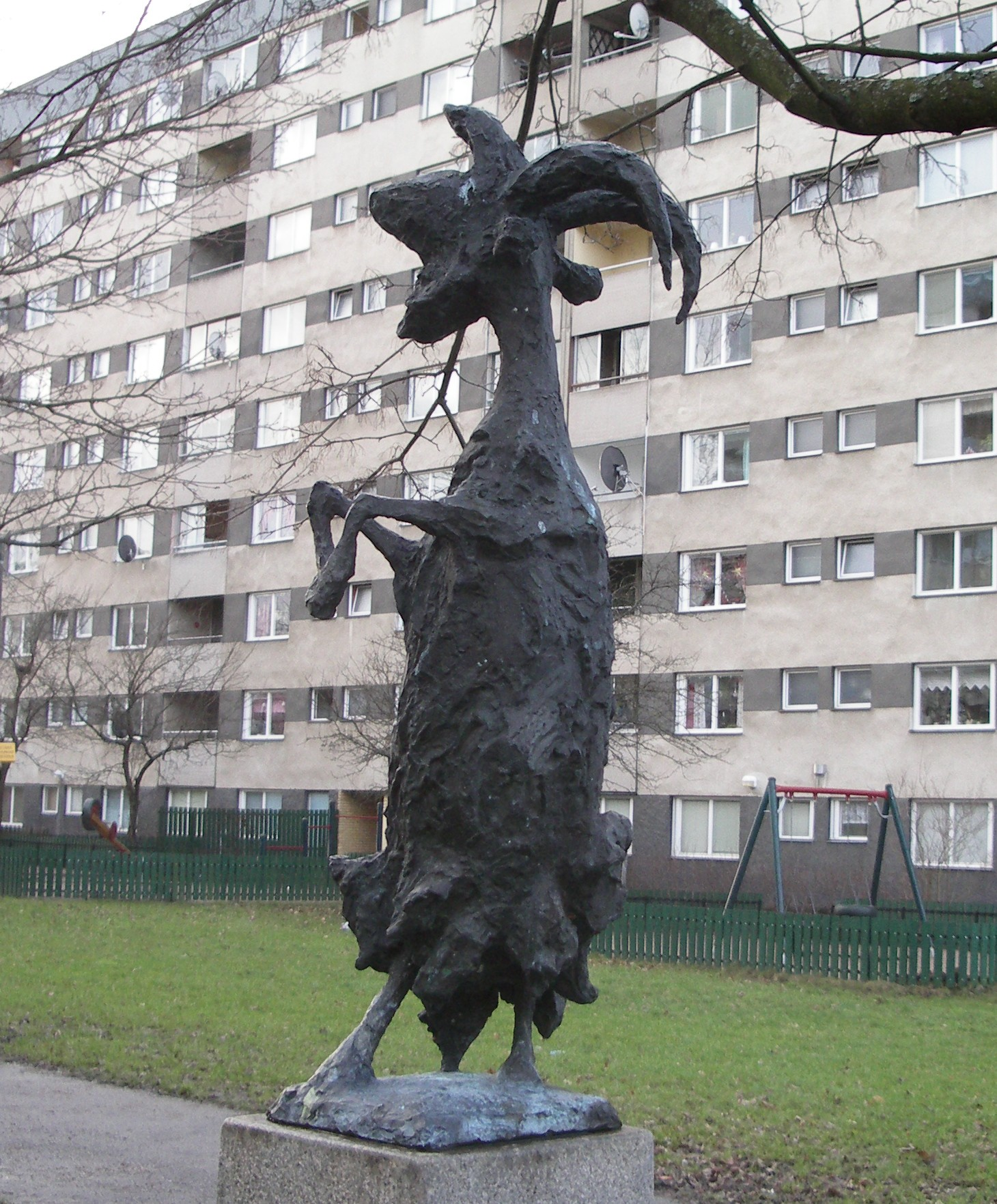
Pelle i Bredäng i Stockholm

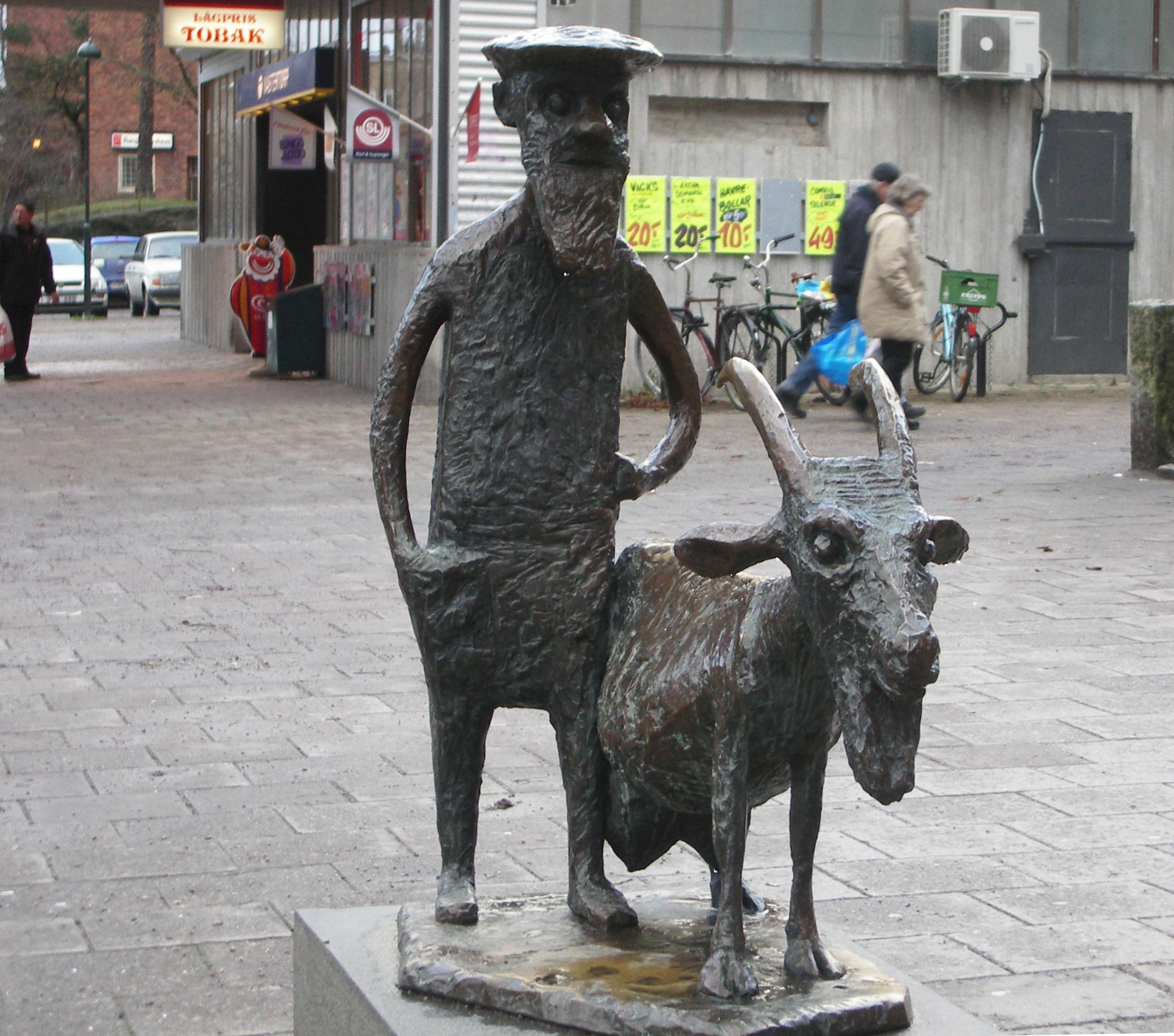
Gubben med geten i Västertorp i Stockholm

Elis Gunnar Allan Runefelt, född 31 oktober 1922 i Maria Magdalena församling, Stockholm, död 20 april 2005 i Hägerstens församling, var en svensk skulptör och tecknare.

## Biografi
Allan Runefelt var son till ingenjören Elis Runefelt och hans hustru född Wellin och från 1950 gift med Birgit Inger Adolfsson. Han studerade för Nils Sjögren och Eric Grate vid Konsthögskolan i Stockholm 1939–1945 och under ett flertal studieresor i USA och Europa under sin studieresa till Italien passade han på att studera vid Accademia di Belle Arti di Roma. Under sina studieresor visade han ett extra intresse för primitiv konst som visades på olika etnografiska museer som han senare kom att använda i sin egen konst. Tillsammans med Erik Svensson ställde han ut på Färg och Form i Stockholm 1952 och han medverkade i en rad samlingsutställningar arrangerade av Sveriges allmänna konstförening, Riksförbundet för bildande konst och Svenska konstnärernas förening. Han deltog i utställningen 5 lands Kunst i 5 år i Oslo, Ung skulptur på Göteborgs konsthall samt Nordiska konstförbundets utställning i Rom. En minnesutställning med Allan Runefelts konst visades på Lindesbergs museum 2006. Han har utfört ett flertal offentliga utsmyckningar bland annat Tornerspel i brons för Norra Solberga läroverk i Stockholm, Främling för Fysiska institutionen i Lund, järnsmidesarbeten för Ockelbo kyrka, träskulpturer för Horndals kyrka, fontänen Kulspel på Davidshalls torg i Malmö, men hans mest kända skulptur är Gubben med geten, som finns i sex exemplar runt om i landet bland annat i Västertorps skulpturpark, Båstad, Gävle, Kristianstad, Solna och Örebro. Under en resa i Frankrike sägs han ha sett hur lika getter och gubbar kan vara. Fritz H Eriksson, initiativtagaren till skulptursamlingen i Västertorp, Stockholm, såg skisserna från Frankrike och beställde konstverket. 
Allan Runefelt finns representerad vid Moderna museet i Stockholm, Västerås konstmuseum, Borås konstmuseum och Örebro läns landsting.

## Offentliga verk i urval
- Gubben med geten brons (1952), Västertorps centrum i Stockholm, i parken till Karolinska Sjukhuset i Solna, torget Lyckan i Båstad, Grönbetesvägen/Oxhagsvägen i Kristianstad, Drottninggatan/Norra Kungsgatan i Gävle samt mellan utanför Örebro läns museum[4] på Engelbrektsgatan i Örebro och Svartån.
- Främling (1954-57), brons, Fysicum vid Lunds universitet, vid Sölvegatan i Lund[5][6] Stationsgatan/Borganäsvägen i Borlänge
- Tjuren (1963) Fiskartorget, Västerås
- Myrorna (1964), brons, Eskilstuna stadsbibliotek
- Pelle brons (ca 1965), Bredäng, Stockholm
- Alma (1968), Sveriges lantbruksuniversitet (SLU), Ultuna, Uppsala
- Ull (1968), SLU, Ultuna, Uppsala
- Familjen (1979), relief i brons, numera Lingvägen 108 i Gubbängen i Stockholm, fram till 2003 på fasaden till Familjebostäders huvudkontor på S:t Eriksgatan i Stockholm
- Fabler 1 (1990), Kallinge torg

## Bildgalleri

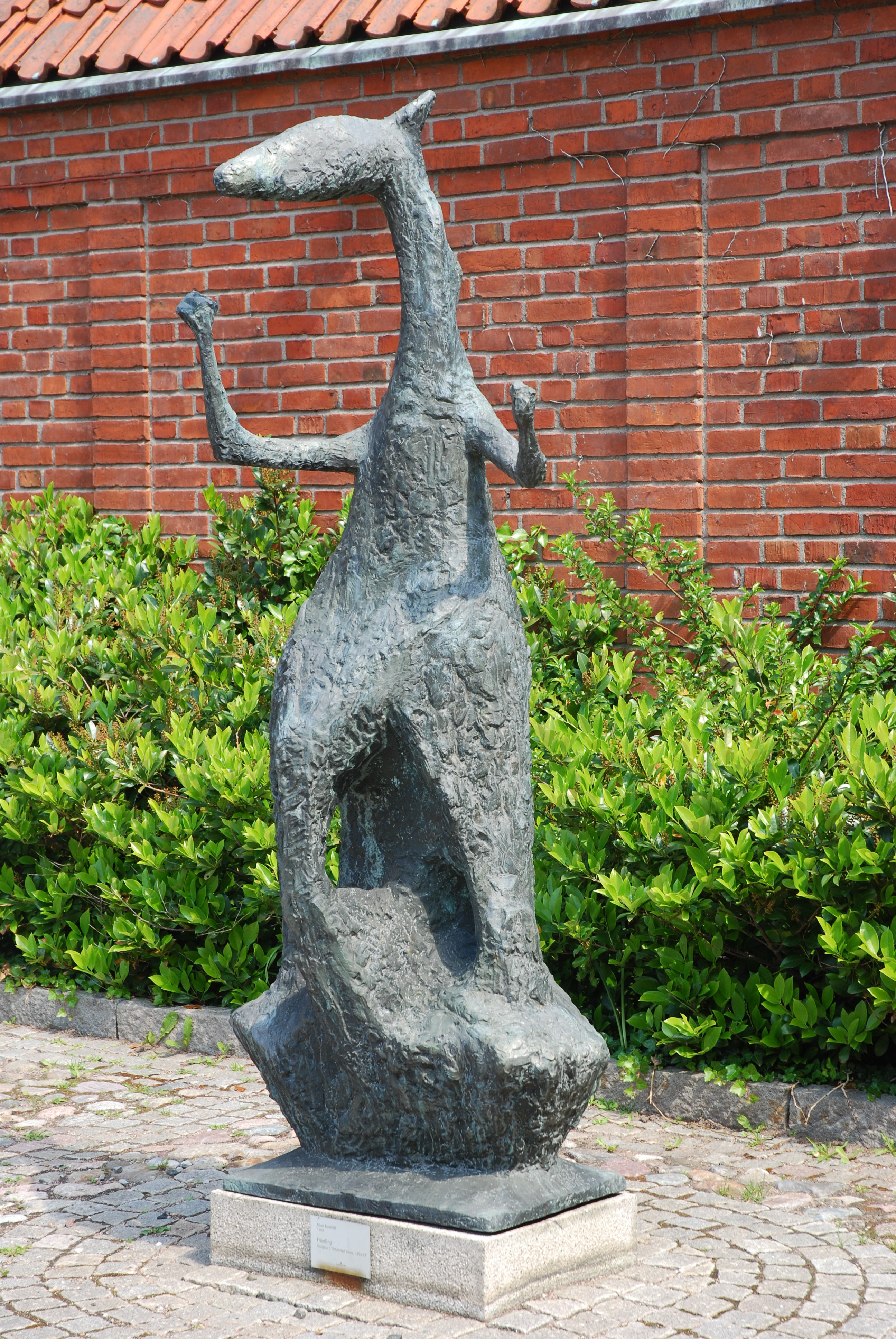
Främling i Lund
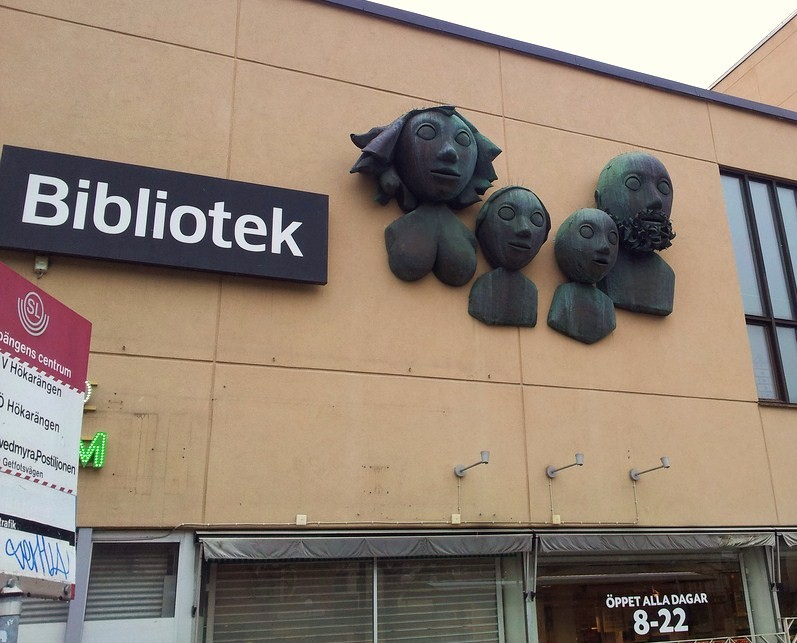
Familjen i Gubbängen i Stockholm